# Partido Liberal Exaltado
El Partido Liberal Exaltado, también conocido como "Jurujuba" o "Farroupilha", fue un partido político brasileño creado en 1831. Fue fundado por antiguos miembros del Partido Liberal Radical del Primer Reinado que esperaban de la independencia de Brasil una real democratización del proceso político. Tenía el apoyo de los periódicos Trombeta dos Farroupilhas, O Repúblico y O Bem-te-vi. Además del federalismo y del fin de la condición de vitalicio de los senadores, defendía la democratización de la sociedad. Se diferenciaba de los ximangos por defender el uso de la fuerza para hacer valer sus ideales. El partido se disolvió en 1840 y sus miembros migraron para el Partido Progresista que, luego, se transformó en el Partido Liberal.